# Загадка мерця (фільм)
«Загадка мерця» (англ. Dead Man's Folly) — британсько-американський детективний фільм 1986 року за однойменним романом Агати Крісті. Четвертий з шести фільмів, де роль Еркюля Пуаро виконав Пітер Устінов.
Фільм в основному відзнято в маєтку Вест-Віком Парк у графстві Бекінгемшир.

## Сюжет
Письменниця детективних романів Аріадна Олівер отримує запрошення організувати гру у вбивство для ярмарку на території старого англійського маєтку Несс-хаус у графстві Девон, власником якого є сер Джордж Стаббс. Несподівано трапляється справжнє вбивство — задушено дівчинку-підлітка Марлен Таккер, яка мала зображати жертву. Скоро після цього зникає леді Гетті Стаббс, дружина сера Джорджа, а з ріки витягають тіло місцевого старого п'яниці, діда Марлен, і ніхто не розуміє, як пов'язати між собою ці події. До слідства береться приватний детектив Еркюль Пуаро, давній знайомий місіс Олівер.

## У ролях
| Актор               | Роль                   |
| ------------------- | ---------------------- |
| Пітер Устінов       | Еркюль Пуаро           |
| Джин Степлтон       | Аріадна Олівер         |
| Тім Піготт-Сміт     | сер Джордж Стаббс      |
| Констанція Каммінгс | Емі Фолліат            |
| Джонатан Сесіл      | капітан Артур Гастінгс |
| Кеннет Кренем       | інспертор Бланд        |
| Ніколет Шерідан     | леді Гетті Стаббс      |
| Сьюзен Вулдрідж     | Аманда Брюїс           |
| Крістофер Гард      | Алек Легг              |
| Керолайн Ленгріш    | Пеггі Легг             |
| Джефф Ягер          | Едді Соуз              |
| Ральф Арлісс        | Майкл Вейман           |
| Піппа Гінчлі        | Марлен Таккер          |